# Jamkhandi (Staat)
Jamkhandi  war ein Fürstenstaat Britisch-Indiens auf dem Dekkan-Plateau im heutigen Bundesstaat Karnataka. Seine Hauptstadt war der Ort Jamkhandi.
Der Brahmane Har Bhat Patwardhan stieg im Dienste des  Peshwa der Marathen auf; er war der Vorfahr der Fürsten von Budhgaon, Miraj, Kurundwad, Sangli, Jamkhandi und Tasgaon. Der erste Raja von Jamkhandi war Gopal Rao Ramchandra Rao Appa Sahib, der von 1811 bis 1840 herrschte. In einem Protektoratsvertrag verpflichtete er sich 1821, eine jährliche Zahlung von 20.480 Rupien an die Britische Ostindien-Kompanie zu leisten. 1820 wurde Tasgaon als eigenes Fürstentum abgetrennt; dieses wurde 1848 britisch. Jamkhandi selbst war bis 1947 britisches Protektorat. Es hatte 1941 eine Fläche von 1357 Quadratkilometern und 131.000 Einwohner. Jamkhandi bestand aus zwei Teilen, einem nördlichen um die Hauptstadt Jamkhandi im heutigen Distrikt Bagalkot und einen südlichen um die Stadt Kundgol im Distrikt Dharwad.
Nachdem Großbritannien am 18. Juli 1947 beschlossen hatte, Indien und Pakistan in die Unabhängigkeit zu entlassen (siehe Geschichte Indiens), wurde Jamkhandi zunächst unabhängig, und der letzte Raja, Parshuram Rao II. Patwardhan, gründete zusammen mit 15 anderen Fürsten die United Deccan States, die am 5. Februar 1948 dem Bundesstaat Bombay eingegliedert wurden. Am 19. Februar vollzog der Raja formell den Anschluss an Indien. 1956 kam Jamkhandi durch den States Reorganisation Act zum Bundesstaat Mysore (1973 umbenannt in Karnataka).